# Montserrat Fernández Garrido
Montserrat Fernández Garrido (Barcelona, 1954) és una advocadessa catalana, dirigent feminista, activista de la memòria històrica i escriptora.

## Biografia
Nascuda a Barcelona, és filla de Maria Garrido Martín, oriünda de Colomera i d'Antonio Fernández López, de Motril, tots dos membres de famílies molt pobres represaliades políticament. El seu avi matern va ser el guerriller Juan Garrido Donaire, álies Ollafría, cap de la partida de maquis de la Sierra de Parapanda, a la província de Granada, que va lluitar durant anys contra el franquisme. El 1949, assetjat per la Guardia Civil, va aconseguir fugir al Marroc, fet pel qual va ser empresonada i vexada tota família, inclosa Maria, la filla menor d'edat. Antonio Fernández López també va ser condemnat a dotze anys de presó. El 1951 van emigrar a Badalona i es van instal·lar en una barraca, sense cap servei bàsic,                                                                                     situada al paratge conegut com el turó d'en Caritg del barri de La Salut.
Montserrat Fernández, tot i que el seu pare li havia ensenyat els coneixements bàsics, no va anar a l'escola fins a vuit anys. Dels vuit als quinze anys, va estudiar comerç i només acabar, va trobar la primera feina d'administrativa. Durant anys va compaginar la feina amb l'estudi nocturn, aconseguint els títols de graduat en Educació Secundària Obligatòria, Secretariat d'Alta Direcció i alguns cursos d'anglès. L'any 1969 la família va poder accedir a un pis del barri de Sant Roc.
Des de molt jove va col·laborar amb el PSUC i va ser membre de l'Organització Feminista Revolucionària. El 1978 va ser contractada com a secretària de l'advocadessa i escriptora Lidia Falcón i, entre altres feines, es va encarregar de la publicitat de la revista Vindicación Feminista, que dirigia la periodista Carmen Alcalde. Va publicar-hi alguns articles, al costat d'autores com ara Montserrat Roig, Carmen Sarmiento, Magda Oranich, Rosa Montero o Maruja Torres, amb fotografies de Colita i Pilar Aymerich. El 1979, Lidia Falcón, Fernández Garrido, Carmen Sarmiento, Elvira Siurana Zaragoza i altres van fundar el Partido Feminista de España, tot i que no va ser legalitzat fins al 1981. Després del Congrés de 1983, Fernández Garrido va formar part de la nova executiva i va col·laborar en la revista teòrica del partit, Poder y Libertad. El 1985, quan Lidia Falcón i Elvira Siurana es van traslladar a Madrid, Fernández Garrido es va quedar com a coordinadora i administradora del despatx i del Gabinet Jurídic i Psicològic per a la dona, un programa pilot a Espanya, format per advocadesses, psicòlogues d'adultes i de menors, una treballadora social i una ginecòloga.
Als trenta-tres anys es va matricular a la Facultat de Dret i, un cop acabada la carrera, va continuar com a advocada i sòcia del Gabinet fins al 2003. Quan Lidia Falcón va tornar de Madrid, es va establir pel seu compte, en la especialitat de dret de família, infància i mediació. Ha sigut professora del Màster de Dret de família i Infància de la Universitat de Barcelona, presidenta i vicepresidenta de la Comissió par a la igualtat dels nous models de família de l'l·lustre Col·legi de l'Advocacia de Barcelona, fundadora i membre de la European Women Lawyer Association, patrona de la Fundació internacional Olof Palme i dirigent d'Associacions de Dones Juristes. Ha participat en congressos arreu del món, especialment sensibilitzada amb el problema dels abusos a menors, en el treball domèstic, maltractament, prostitució, proxenetisme i tràfic de dones i d'infants.
Tenint presents els seus orígens, Montserrat Fernàndez Garrido ha publicat el llibre Tres generaciones rebeldes, prologat per Antonina Rodrigo i Carmen Alcalde, que recull i documenta les tràgiques vivències familiars durant  la Guerra civil i la postguerra. També participa activament en actes, homenatges i divulgació de la memòria històrica, sobretot en clau femenina.